# Strach má velké oči
Strach má velké oči je československá filmová pohádka z roku 1980 režírovaná Pavlem Krausem.

## Obsah
Lesněnka je v lese a dostane se do chýše ježibaby Magi a loupežníka Bujóna. Ježibaba nabídne Lesněnce houbovou polévku, po které Lesněnka ztratí paměť. Ježibaba Lesněnku začaruje tak, aby v ní v noci byla víla, která tančí po lese, a ve dne, aby uklízela jejich chýši. Lesněnku chce zachránit Divobij, který se dostane až do chýše ježibaby Magi. Ta mu nabídne račí polévku, po jejíž snědení Divobij začne chodit pozpátku. Pak Divobije začaruje do strašidla. Lesněnku se vydá zachránit Chytrolín, který také dojde až do chýše. Ježibaba Magi mu nabídne želví polévku, která Chytrolína zpomalí. Také Chytrolín je pak začarován do strašidla.
Lesněnku chce zachránit i drvoštěp Filip, a tak se vydá do lesa. V lese potká dědu, který mu vypráví o tom, že přišel o svůj kouzelný flašinet a Filipovi od něj dá kliku. Filip také skončí v chýši ježibaby Magi. Magi mu nabízí různé polévky, ale Lesněnka, která v tu dobu uklízí chýši, mu naznačuje, že si ty polévky nemá dávat. To rozzlobí loupežníka Bujóna, která si chce dát zabijačkovou polévku a začne se s Filipem prát. Bujón vyhraje, ale Filip má poslední přání, zahrát si na flašinet. Bujón souhlasí a Filip najde dědův flašinet, ke kterému má v kapse kliku. Začne na flašinet hrát, což všechny ostatní v chýši donutí tancovat. Magi i Bujón už jsou unavení z tance, takže Filipovi slíbí, že všechny tři začarované lidi odčarují.
Nejprve odčarují Divobije. Potom odčarují Chytrolína, který po Filipovi chce, aby, kdyby viděl nádhernou dívku, ji za ním poslal do města. Nakonec odčarují i Lesněnku. Lesněnka Filipovi navrhne, že by se mohli vzít.
Do chýše vtrhne Lesněnčin otec a děda. Když zjistí, co se stalo, souhlasí s tím, aby se Lesněnka za Filipa provdala. Děda spravuje flašinet, protože z něj slyší nějaké divné zvuky, ale Filip mu ukáže, že ty zvuky nevydává flašinet, ale unavená ježibaba a loupežník. Loupežník a ježibaba jsou odvedeni do žaláře a Filipovi je nabídnuto místo nadlesního s tím, že z chýše se udělá hájovna.

## Obsazení
| Iva Janžurová    | ježibaba Magi           |
| Rudolf Hrušínský | loupežník Bujón         |
| Jana Boušková    | Lesněnka                |
| Pavel Zedníček   | drvoštěp Filip          |
| Jiří Štěpnička   | mlynářův syn Divobij    |
| Ondřej Havelka   | starostův syn Chytrolín |
| Josef Langmiler  | otec Lesněnky           |
| Lubomír Lipský   | starý flašinetář        |

## Tvůrci a štáb
- Režie: Pavel Kraus
- Scénář: Jaroslav Pacovský
- Dramaturgie: Helena Sýkorová
- Kamera: Věra Štinglová
- Vedoucí výrobního štábu: Alena Kaněrová
- Hudba: Jiří Václav
- Výtvarník dekorací: Miloš Ditrich
- Výtvarník kostýmů: Petr Diviš
- Zvuk: Václav Nosek
- Střih: Vítězslav Romanov
- Kameramani: František Hanák, Petr Prima, Josef Prokšík, Zdeněk Uher
- Masky: Jitka Pazderová, Milan Sklenář
- Asistent režie: Magda Ratajová
- Pomocná režie: Svatopluk Mikeska

## Produkční a technické údaje
- Premiéra: 24. prosinec 1980, I. program Československé televize (od 08:55)
- Výroba: Československá televize Praha, Hlavní redakce vysílání pro děti a mládež, © 1980
- Barva: barevný
- Jazyk: čeština
- Délka: cca 72 minut
- Formát obrazu: 4:3